# Трынин, Александр Сергеевич
Алекса́ндр Серге́евич Тры́нин (8 июня 1912 — 24 мая 1972) — советский юрист, участник Великой Отечественной войны, Герой Советского Союза.

## Биография

Бюст Героя Советского Союза А. С. Трынина в городе Ртищево

Родился в городе Саратове в семье рабочего. Русский, член КПСС с 1941 года. После окончания 1-го курса индустриального техникума работал столяром в тресте «Сельстрой», затем завхозом в Ртищевской райбурконторе. В 1934—1936 годах находился на действительной военной службе. По окончании Саратовской юридической школы, в 1938 году, работал в органах прокуратуры Саратовской области. С мая 1938 года по март 1939 года был народным следователем в Ново-Покровском районе, с марта 1939 по июнь 1941 года работал в качестве народного следователя в городе Ртищево.
В июне 1941 года был мобилизован в Красную Армию и направлен на учёбу в Куйбышевское военно-политическое училище. С июня 1942 года до победы над Германией в Великой Отечественной войне сражался с немецко-фашистскими захватчиками на Сталинградском, Воронежском, 1-м, 2-м и 3-м Украинских фронтах. Принимал участие в боях под Сталинградом, Курской битве, освобождении Украины, Молдавии, Румынии, Венгрии, Чехословакии, разгроме врага на территории Австрии. Тяжело ранен и контужен.
В Советской Армии А. С. Трынин служил до 1955 года. Уволен в запас по состоянию здоровья в звании подполковника. Жил и работал в Симферополе заместителем управляющего Крымского облкоопстройторга.

## Награды
- Герой Советского Союза 29 октября 1943 — за отвагу и мужество, проявленные при форсировании Днепра, захвате и удержании плацдарма на правом берегу реки;
- орден Ленина (1943);
- орден Отечественной войны 1-й степени (1945);
- медаль «За боевые заслуги» (1949);
- медаль «За оборону Сталинграда»;
- медаль «За взятие Будапешта»;
- медаль «За взятие Вены»;
- медаль «За освобождение Праги»;
- три другие медали.

## Память

Могила Трынина на кладбище «Абдал» в Симферополе.

Мемориальная доска на здании прокуратуры города Ртищево

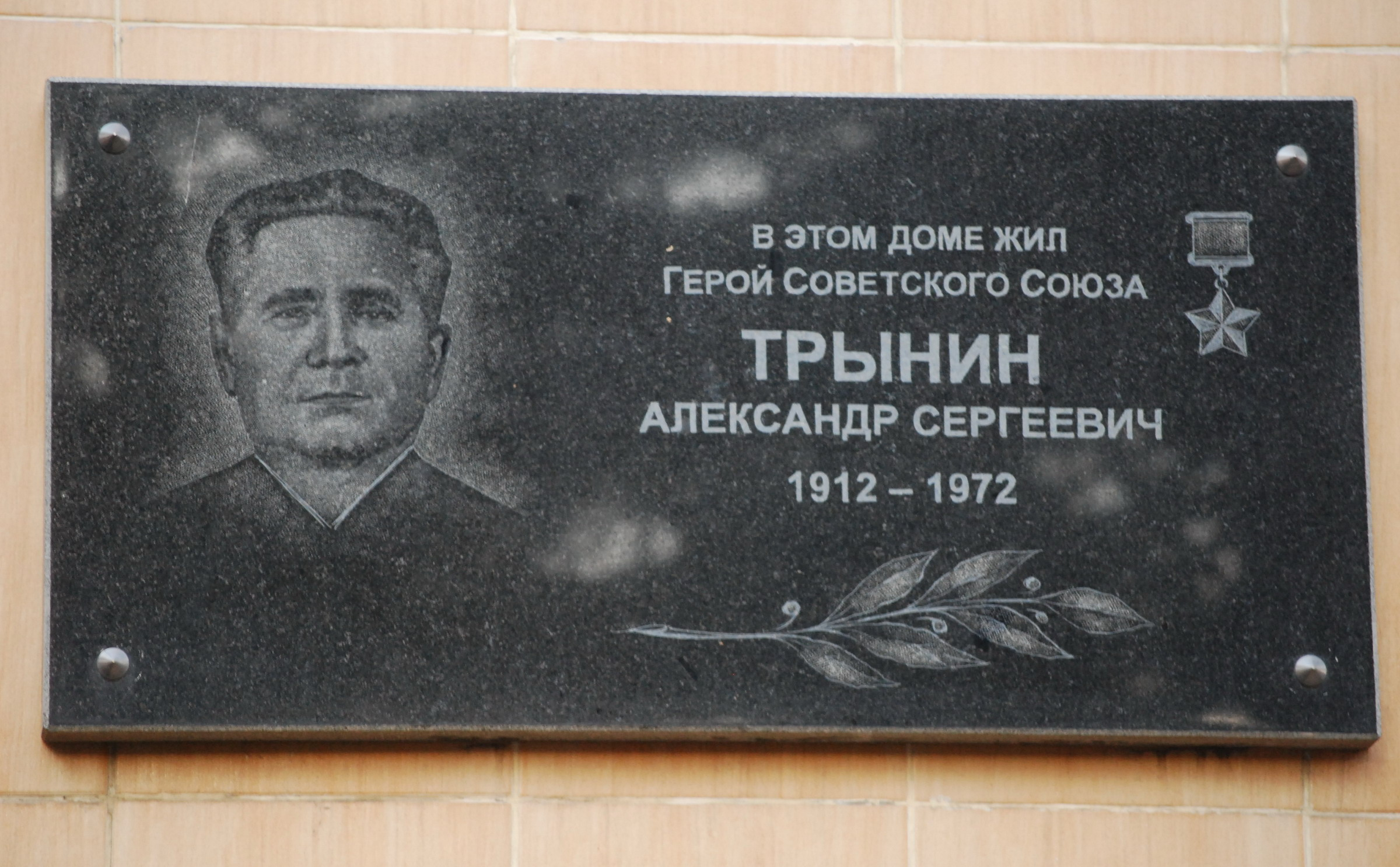
Мемориальная доска на здании, где жил А. С. Трынин (Симферополь)

- В мае 2005 года в городе Ртищево возле здания прокуратуры установлен бюст А. С. Трынина, а на здании открыта мемориальная доска.
- 28 мая 2008 года мемориальная доска Александру Сергеевичу Трынину была открыта в Симферополе на доме № 1 по Пионерскому переулку, в котором жил Герой[3].
- Улица в Саратове.